# John Osborne (político)
John Alfred Osborne (27 de mayo de 1936 – 2 de enero de 2011) fue Ministro en jefe de Montserrat.

## Biografía
Su primer cargo fue en noviembre de 1978, como miembro del Movimiento de Liberación Popular, Y continuó hasta la derrota electoral el 10 de octubre de 1991. En 2001 cambió de partido, uniéndose al Nuevo Movimiento de Liberación del Pueblo. Bajo su liderazgo, el NPLM ganó 7 de los 9 escaños en las elecciones del consejo legislativo el 2 de abril de 2001, y sirvió como ministro en jefe del 5 de abril de 2001 hasta 3 de junio de 2006 cuando marchó del cargo por la derrota electoral. Una cuestión importante para su gobierno ha sido la continua recuperación de la isla de Montserrat después de una erupción volcánica que devastó la parte sur de la isla, enterrando la ciudad capital de Plymouth en cenizas y obligando a su población a huir, en muchos casos de la isla debido a la falta de viviendas. La erupción, que comenzó en julio de 1995, continúa hoy en una escala muy reducida, el daño se limita a Plymouth y las áreas circundantes. A partir de 2005, se inauguró un nuevo aeropuerto y las instalaciones de atraque.
En julio de 2008, EL Aeropuerto Gerald de Montserrat fue renombrado como John A. Osborne Airport en su honor.